# Ilija Tolić
Ilija Tolić (Lupljanica, Derventa, 1930.), hrvatski politički emigrant i gerilac.
Iz Jugoslavije je pobjegao 1956. godine.
Bio je jednim od utemeljitelja Hrvatskog revolucionarnog bratstva 1961. godine.
Predvodio je zajedno s Josipom Oblakom hrvatsku protu-režimsku gerilsku skupinu koja je 7. srpnja 1963. ušla na područje Jugoslavije, točnije Hrvatske, radi pokretanja oružanog ustanka s ciljem stvaranja samostalne hrvatske države. 
Poslije je po njemu i Oblaku dobila ime, Skupina Tolić – Oblak.
Kao i ostali članovi skupine, uhićen je neposredno nakon ulaska u Hrvatsku te osuđen na dugogodišnju zatvorsku kaznu.